# Buxus brevipes
Buxus brevipes är en buxbomsväxtart som beskrevs av Ignatz Urban. Buxus brevipes ingår i släktet buxbomar, och familjen buxbomsväxter. Inga underarter finns listade i Catalogue of Life.